# 紹伊米鄉
46°41′N 22°07′E / 46.683°N 22.117°E
紹伊米鄉（羅馬尼亞語：Comuna Șoimi, Bihor），是羅馬尼亞的鄉份，位於該國西北部，由比霍爾縣負責管轄，面積103平方公里，海拔高度220米，2007年人口2,881，人口密度每平方公里28人。